# بخش ولانسی‌ان
بخش ولانسی‌ان (به فرانسوی: Arrondissement de Valenciennes) یک بخش در فرانسه است که در نر واقع شده‌است.